# 河村螢
河村 螢（かわむら けい、5月28日 - ）は、日本の女性声優。兵庫県出身。LAL所属。

## 人物
旧芸名は河村 友美。
趣味は落語。特技は関西弁、絵を描くこと。
声種はメゾソプラノからアルト。
資格は漢字検定準2級。

## 出演

### テレビアニメ
2016年
- うしおととら（HAMMR女性スタッフ）
- 甲鉄城のカバネリ（女）
- マクロスΔ（人々）

2017年
- 鬼平（奉公人D）

2018年
- からくりサーカス（フウのメイド、コンビニ客、女子高生、葬儀参列者）
- 新幹線変形ロボ シンカリオン（アテンダント）
- 進撃の巨人（2018年 - 2022年、女性隊員、駐屯兵、市民、サンドラ、フリーダの母親） - 3シリーズ
- Fate/EXTRA Last Encore（アナウンス）
- 僕のヒーローアカデミア（2018年 - 2020年、市民、教師、生徒、飛田の母 他） - 2シリーズ

2019年
- ちはやふる3（豪徳寺繭子、女性観客、女性係員）

2021年
- SK∞ エスケーエイト（ギャラリー）
- もっと!まじめにふまじめ かいけつゾロリ（2021年 - 2022年、キモケシCMの声、店員） - 2シリーズ

2024年
- SHAMAN KING FLOWERS（女子生徒B）
- ダンジョン飯（ダイア）
- 株式会社マジルミエ（女性A）

2025年
- ヴィジランテ-僕のヒーローアカデミア ILLEGALS-（女性オペレーター、オペレーター）

### 劇場アニメ
- 僕のヒーローアカデミア THE MOVIE〜2人の英雄〜（2018年、カウレディ、島内アナウンス）
- 銀河英雄伝説 Die Neue These 星乱（2019年）

### webアニメ
- 進研ゼミ中学講座 オリジナルアニメ「君を動かせ」
- PLUTO（2023年、ロボット妻、クルトの母)

### ゲーム
- 東京クロノス（2019年、二階堂母）
- ポケモンマスターズ / EX（2019年 - 2024年、イブキ）

### 吹き替え
- VIKINGバイキング 誇り高き戦士たち
- ディープ
- リゾーリ&アイルズ ヒロインたちの捜査線 シーズン5（ウェイトレス）

### CM
- auスマートフォン「URBANO V04モテる動画」（松田るみ）

### シリーズ一覧
1. ↑  Season 3 Part 1（2018年）、Season 3 Part 2（2019年）、The Final Season Part 2（2022年）
2. ↑  第3期（2018年）、第4期（2020年）
3. ↑  第2シリーズ（2021年）、第3シリーズ（2022年）